# Steinenbronn

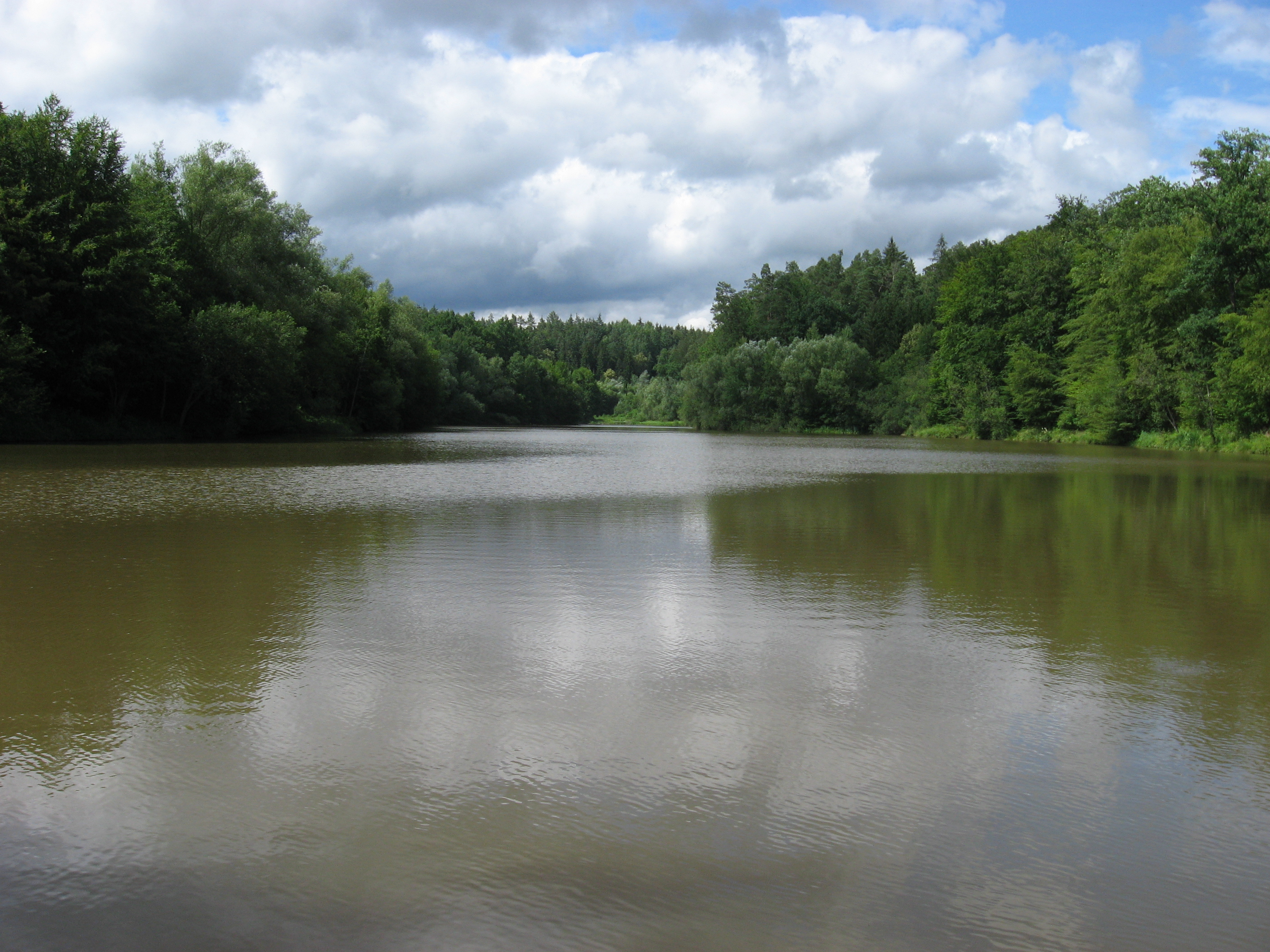
Sulzbachstausee südwestlich von Steinenbronn

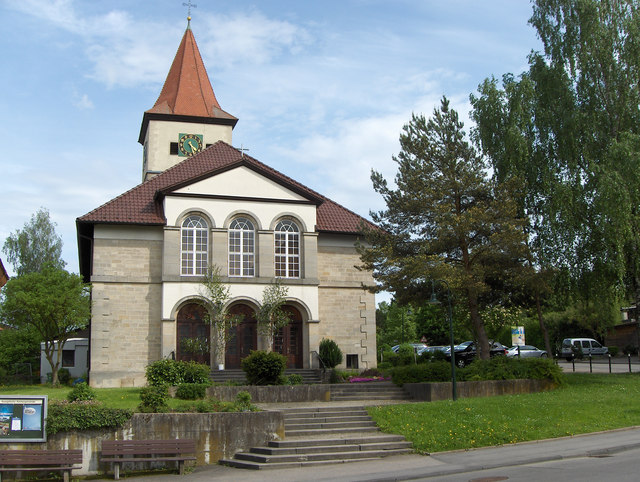
Evangelische Kirche in Steinenbronn

Steinenbronn ist eine Gemeinde im Landkreis Böblingen in Baden-Württemberg. Zur Gemeinde gehören neben dem Dorf Steinenbronn keine weiteren Orte.

## Geographie

### Geographische Lage
Steinenbronn liegt am Rand des Naturparks Schönbuch, am alten Handelsweg Stuttgart–Schweiz (frühere Bundesstraße 27, jetzt Landesstraße 1208), fünf Kilometer südlich von Leinfelden-Echterdingen, drei Kilometer nördlich von Waldenbuch und fünf Kilometer östlich von Schönaich.

### Historische Geographie
Auf der Gemarkung Steinenbronn liegt die abgegangene Ortschaft Höfen.

## Geschichte

### Altertum
Steinenbronn gehört zu einem alten Siedlungsgebiet im weiteren mittleren Neckarraum. Archäologische Funde weisen auf eine dichte Besiedlung seit der jüngeren Steinzeit um etwa 2.500 v. Chr. hin. Keltische Ansiedlungen durch den Stamm der Helvetier entstanden ab etwa 450 v. Chr. Als keltisches Kulturdenkmal gilt das in Steinenbronn gefundene Teilstück einer Stele, dessen Nachbildung vor dem Rathaus aufgestellt ist. Das Original steht im Landesmuseum Württemberg in Stuttgart. Nach dem Rückzug der Helvetier auf das Gebiet der heutigen Schweiz folgten römische, alemannische und fränkische Siedler.

### Mittelalter
Die erste urkundliche Erwähnung Steinenbronns stammt aus dem Jahr 1348. Steinenbronn war seit dem frühen Mittelalter Herrschaftsgebiet der Pfalzgrafen von Tübingen gewesen, wurde aber 1347 wegen der Verarmung der Pfalzgrafen zusammen mit dem gesamten Forst Schönbuch an die Grafen von Württemberg verkauft. Damit gehörte Steinenbronn zum Stammland des Hauses Württemberg. 1434 verschrieb Graf Ludwig I. von Württemberg 13 Gemeinden des Böblinger Amts, darunter Steinenbronn, seiner Gemahlin Mechthild, Pfalzgräfin bei Rhein, als Wittum. 1483 tat ihm sein Sohn, Graf Eberhard im Bart, gleich und vermachte seiner Gemahlin, der Markgräfin Barbara Gonzaga von Mantua, ebenfalls Steinenbronn mit anderen Gemeinden als Wittum.
Steinenbronn war zunächst dem Amt Böblingen und ab 1446 dem Amt Stuttgart zugeordnet.

### Frühe Neuzeit

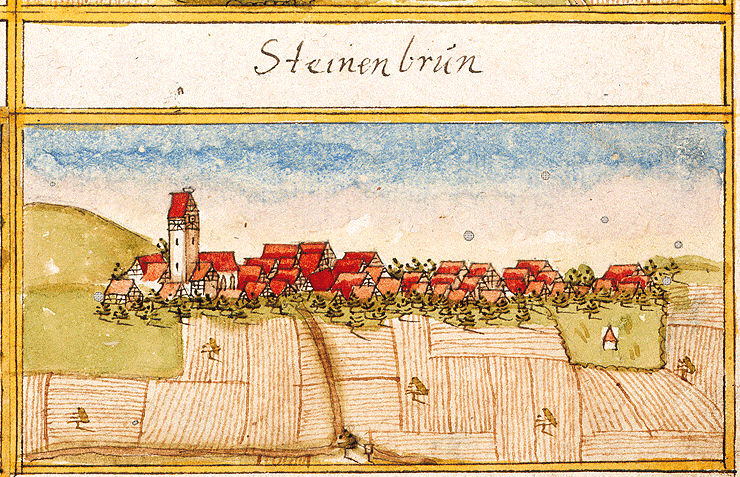
Steinenbronn 1683, Forstlagerbuch von Andreas Kieser

Der Dreißigjährige Krieg (1618–1648) brachte den Steinenbronnern große Not und führte zur Entvölkerung der Gemeinde. 1634 hatte die Gemeinde noch 550 Einwohner gezählt, 1639 verblieben nur noch 85. Auch in der Folgezeit setzte sich die Not fort, bedingt durch langandauernde Kriegszeiten wie die Erbfolgekriege, durch Einfälle und Durchmärsche französischer Truppen von 1672 bis 1763 und später durch die Napoleonischen Kriege von 1792 bis 1815. Auch durch Unwetter und Missernten musste die wieder wachsende Bevölkerung oft Hungersnöte durchstehen. 1792 scheiterte in Steinenbronn die Einführung des neuen Kirchengesangbuchs an der Armut der Bevölkerung. Viele Bürger entflohen Not und Hunger durch Auswanderung.
Bei der Neugliederung des jungen Königreichs Württemberg am Anfang des 19. Jahrhunderts blieb das altwürttembergische Steinenbronn dem Amtsoberamt Stuttgart zugeordnet.

### 20. und 21. Jahrhundert
Erst mit der Industrialisierung zu Beginn des 20. Jahrhunderts fanden die Steinenbronner neue Arbeit, zunächst durch die starke Bautätigkeit in Stuttgart, später in der wachsenden Industrie. Die Bevölkerung Steinenbronns wuchs von 935 im Jahr 1900 auf 1833 am Ende des Zweiten Weltkriegs.
Die Verwaltungsreform während der NS-Zeit in Württemberg führte 1938 zur Auflösung des Amtsoberamts Stuttgart. Seither gehört Steinenbronn zum Landkreis Böblingen. Wirtschaftlich und kulturell dominiert jedoch bis zur Gegenwart die Beziehung über den Filderraum nach Stuttgart. Mit dem Kreis Böblingen gehört Steinenbronn zur Region Stuttgart.
1945 fiel Steinenbronn in die Amerikanische Besatzungszone und gehörte somit zum neu gegründeten Land Württemberg-Baden, das 1952 im jetzigen Bundesland Baden-Württemberg aufging.
Durch den Wiederaufbau in der Nachkriegszeit und durch die Entwicklung in Automobilbau und Maschinenbau sowie durch die aufkommende elektronische Datenverarbeitung entstanden neue Arbeitsplätze in der Stuttgarter Region. Die Einwohnerzahl Steinenbronns stieg auf ca. 6100 im Jahr 2011.

### Einwohnerentwicklung
| Jahr      | 1871 | 1900 | 1925 | 1939 | 1950 | 1961 | 1970 | 1980 | 1990 | 1995 | 2000 | 2005 | 2010 | 2015 | 2020 |
| --------- | ---- | ---- | ---- | ---- | ---- | ---- | ---- | ---- | ---- | ---- | ---- | ---- | ---- | ---- | ---- |
| Einwohner | 1027 | 935  | 1047 | 1270 | 1930 | 2848 | 4000 | 4612 | 5108 | 5812 | 6018 | 6109 | 6089 | 6466 | 6428 |

## Politik

### Parteien
Die SPD Steinenbronn wurde als älteste Steinenbronner Partei im Jahr 1903 gegründet.
Die Offene Grüne Liste (OGL) ist eine nicht parteigebundene Wählergemeinschaft, die sich besonders dem Umweltschutz verbunden fühlt. Politisch steht sie der Partei Bündnis 90/Die Grünen nahe. Sie war erstmals 1984 mit einem Mitglied im Gemeinderat vertreten.

### Gemeinderat
Der Gemeinderat in Steinenbronn besteht aus den 14 gewählten ehrenamtlichen Gemeinderäten und dem Bürgermeister als Vorsitzendem. Der Bürgermeister ist im Gemeinderat stimmberechtigt.
Die Kommunalwahl am 9. Juni 2024 führte zu folgendem Ergebnis.
| Parteien und Wählergemeinschaften | Parteien und Wählergemeinschaften           | % 2024  | Sitze 2024 | % 2019  | Sitze 2019 | Kommunalwahl 2024 %403020100 39,85 %36,00 %15,78 %8,37 % FWCDUOGLSPDGewinne und Verlusteim Vergleich zu 2019 %p 8 6 4 2 0 −2 −4 −6 −8+1,74 %p+7,57 %p−6,21 %p−3,10 %pFWCDUOGLSPD |
| FW                                | Freie Wählervereinigung                     | 39,85   | 6          | 38,11   | 5          | Kommunalwahl 2024 %403020100 39,85 %36,00 %15,78 %8,37 % FWCDUOGLSPDGewinne und Verlusteim Vergleich zu 2019 %p 8 6 4 2 0 −2 −4 −6 −8+1,74 %p+7,57 %p−6,21 %p−3,10 %pFWCDUOGLSPD |
| CDU                               | Christlich Demokratische Union Deutschlands | 36,00   | 5          | 28,43   | 4          | Kommunalwahl 2024 %403020100 39,85 %36,00 %15,78 %8,37 % FWCDUOGLSPDGewinne und Verlusteim Vergleich zu 2019 %p 8 6 4 2 0 −2 −4 −6 −8+1,74 %p+7,57 %p−6,21 %p−3,10 %pFWCDUOGLSPD |
| OGL                               | Offene Grüne Liste                          | 15,78   | 2          | 21,99   | 3          | Kommunalwahl 2024 %403020100 39,85 %36,00 %15,78 %8,37 % FWCDUOGLSPDGewinne und Verlusteim Vergleich zu 2019 %p 8 6 4 2 0 −2 −4 −6 −8+1,74 %p+7,57 %p−6,21 %p−3,10 %pFWCDUOGLSPD |
| SPD                               | Sozialdemokratische Partei Deutschlands     | 8,37    | 1          | 11,47   | 2          | Kommunalwahl 2024 %403020100 39,85 %36,00 %15,78 %8,37 % FWCDUOGLSPDGewinne und Verlusteim Vergleich zu 2019 %p 8 6 4 2 0 −2 −4 −6 −8+1,74 %p+7,57 %p−6,21 %p−3,10 %pFWCDUOGLSPD |
| gesamt                            | gesamt                                      | 100,0   | 14         | 100,0   | 14         | Kommunalwahl 2024 %403020100 39,85 %36,00 %15,78 %8,37 % FWCDUOGLSPDGewinne und Verlusteim Vergleich zu 2019 %p 8 6 4 2 0 −2 −4 −6 −8+1,74 %p+7,57 %p−6,21 %p−3,10 %pFWCDUOGLSPD |
| Wahlbeteiligung                   | Wahlbeteiligung                             | 61,37 % | 61,37 %    | 57,54 % | 57,54 %    | Kommunalwahl 2024 %403020100 39,85 %36,00 %15,78 %8,37 % FWCDUOGLSPDGewinne und Verlusteim Vergleich zu 2019 %p 8 6 4 2 0 −2 −4 −6 −8+1,74 %p+7,57 %p−6,21 %p−3,10 %pFWCDUOGLSPD |

### Bürgermeister
seit Ende des Zweiten Weltkriegs:
- 1945–1950: Gottlob Krauß
- 1950–1980: Reinhold Buck
- 1980–1996: Hermann Walz
- 1996–2020: Johann Singer
- seit 2021: Ronny Habakuk

Am 25. Oktober 2020 wurde Ronny Habakuk mit 53,13 Prozent der Stimmen zum Bürgermeister gewählt.

### Wappen
| Wappen der Gemeinde Steinenbronn | Blasonierung: „In Gold (Gelb) unter drei liegenden schwarzen Hirschstangen zwei schräg gekreuzte schwarze Doppelhaken.“ |
| Wappen der Gemeinde Steinenbronn | Wappenbegründung: Das Wappen, das in den Gemeindesiegeln bis zum Jahre 1903 zurückverfolgt werden kann, zeigt die drei liegenden Hirschstangen – heraldisch betrachtet das sogenannte Herrschaftszeichen – des württembergischen Stammwappens. Diese sollen darauf hinweisen, dass der schon im Jahre 1347 von den Pfalzgrafen von Tübingen verkaufte Ort seither zu Württemberg gehört hat. Die im Wappen unter den Hirschstangen abgebildeten beiden schräg gekreuzten Doppelhaken (auch Wolfsangel) sind das seit 1705 nachweisbare Fleckenzeichen Steinenbronns. |

### Gemeindepartnerschaften
Steinenbronn unterhält partnerschaftliche Beziehungen zu
- Quinsac im Département Gironde in Frankreich, seit 1966
- Polla, Kampanien in Italien, seit 1991
- Le Rœulx in Wallonien in Belgien, seit 1992; Le Roeulx ist auch Partnerstadt von Quinsac
- Bernsdorf in Sachsen, seit der Wiedervereinigung Deutschlands; Bernsdorf ist ebenfalls Partnerstadt von Quinsac und Polla

## Wirtschaft und Infrastruktur

### Verkehr
Von 1928 bis 1956 war Steinenbronn durch die Siebenmühlentalbahn (Leinfelden–Waldenbuch) in das überregionale Streckennetz einbezogen. Heute ist der Ort über Buslinien nach Böblingen und Leinfelden/Stuttgart-Vaihingen an die Schienennetze der S-Bahn Stuttgart, Stadtbahn Stuttgart (Leinfelden) und der Deutschen Bahn sowie an den Flughafen Stuttgart in Echterdingen angebunden.
Im Straßenverkehr ist Steinenbronn in rund 15 Minuten über die Autobahnausfahrten Echterdingen (A 8) und Böblingen (A 81) zu erreichen. Steinenbronn liegt an der früheren B 27, jetzt Landesstraße 1208, die über das Siebenmühlental Tübingen und Stuttgart verbindet. Stuttgart ist 20 km, Tübingen 24 km entfernt. Die Entfernung zum Flughafen Stuttgart beträgt 8 km.
Westlich von Steinenbronn befindet sich bei 48° 40′ 9″ N, 9° 6′ 51″ O das auf der Frequenz 384 kHz sendende Einflugfunkfeuer „SY“ des Stuttgarter Flughafens. Steinenbronn liegt somit direkt in dessen Einflugschneise.

#### Buslinien
Durch Steinenbronn verkehrende Buslinien im Verkehrs- und Tarifverbund Stuttgart mit Haltestellen:
- 826 Tübingen–Waldenbuch–Leinfelden (Steinenbronn Kirche/Im alten See/Goldäcker)
- 760 Waldenbuch–Böblingen (Steinenbronn Kirche)
- 828 Tübingen–Waldenbuch–Flughafen/Messe (Steinenbronn Kirche/Im alten See/Goldäcker), nur jede Stunde, sonst nur Halt an Goldäcker.

### Ansässige Unternehmen
- Breuning IRCO: Das Familienunternehmen betreibt Technologieberatung, Entwicklung und Fertigung von Automatisierungseinrichtungen für das Be- und Entladen von Drehmaschinen. Es beschäftigt ca. 60 Mitarbeiter.
- Hutzel-Gruppe: Das Unternehmen produziert an den drei Standorten Steinenbronn, Liebstadt bei Dresden und Klášterec in Tschechien Drehteile für die Autoindustrie, die Medizintechnik, den Maschinenbau und die Wehrtechnik. Die Hutzelgruppe beschäftigt insgesamt ca. 350 Mitarbeiter.
- Die Telegärtner-Gruppe ist ein Hersteller von koaxialen Steckverbindern und Netzwerk-Komponenten sowie konfektionierten Kabeln, Präzisions-Drehteilen, Kunststoff-Spritzgussteilen und Industrie-Elektronik. Das 1945 gegründete und weltweit tätige Unternehmen beschäftigt in 14 Tochtergesellschaften zusammen rund 650 Mitarbeiter.

### Bildungseinrichtungen
Steinenbronn ist Sitz einer Grundschule. Es gibt eine Gemeindebibliothek im Bürgerhaus und eine Außenstelle der Volkshochschule Böblingen-Sindelfingen.

### Freiwillige Feuerwehr
Die Freiwillige Feuerwehr Steinenbronn wurde 1886 gegründet. Die Feuerwehr organisiert sich in vier Gruppen der Einsatzabteilung, der Jugendfeuerwehr und der Altersabteilung und hat insgesamt rund 70 Mitglieder.

## Vereine
- Das Deutsche Rote Kreuz ist in Steinenbronn seit 1914 aktiv. 1951 wurde ein eigener Ortsverein gegründet, der dem DRK-Kreisverband Böblingen e. V. zugehörig ist.
- Die Deutsche-Lebens-Rettungs-Gesellschaft (DLRG) ist in Steinenbronn durch die DLRG-Ortsgruppe Waldenbuch-Steinenbronn vertreten. Die Ortsgruppe gehört zum DLRG-Bezirk Glems-Schönbuch e. V.
- Der Musikverein Steinenbronn wurde 1934 gegründet und trägt seither aktiv zum kulturellen und gesellschaftlichen Leben in Steinenbronn bei. Neben der Blasmusik spielen auch die Jugendarbeit und viele Veranstaltungen über das Jahr hinweg eine bedeutende Rolle.
- Der Gesangsverein Liederkranz Steinenbronn 1889 e. V. besteht aus 2 Hauptchören: Dem Stammchor, der sich der klassischen Chormusik widmet und dem „Chor SevenEleven44“. Letzterer ist ein Chor für junge Sänger und Sängerinnen, der bereits durch seine erfolgreiche Teilnahme beim SWR4 Chorduell 2013 öffentlich bekannt wurde.
- Der TSV Steinenbronn ist ein Sportverein, die Fußballmannschaft spielt derzeit in der Kreisliga B Stuttgart.
- 1. Narrenzunft Steinenbronn e. V., Gründung 4. April 2004

## Persönlichkeiten
- Immanuel Ferdinand Weihenmaier (1783–1836), Oberamtmann
- Hans Müller-Kray (1908–1969), Dirigent, Generalmusikdirektor und Professor, er lebte einige Jahre bis zu seinem Tod in Steinenbronn
- Hetty Plümacher (1919–2005), Opernsängerin, lebte viele Jahre bis zu ihrem Tod in Steinenbronn
- Hans Dieter Köder (* 1940), Politiker (SPD), wohnt seit 1968 in Steinenbronn und war von 1975 bis 1996 Gemeinderat
- Matthias Miller (* 1991), Politiker (CDU), ist Gemeinderat in Steinenbronn und seit 2021 Landtagsabgeordneter in Baden-Württemberg

### Ehrenbürger
Einziger Ehrenbürger der Gemeinde Steinenbronn war Paul E. Schwarz, Regierungsdirektor a. D. beim Landesgewerbeamt Baden-Württemberg (* 19. April 1917, † 2. Dezember 2009, jeweils in Steinenbronn). Paul Schwarz hat sich als ehrenamtlicher Heimatforscher verdient gemacht. Er veröffentlichte 46 Arbeiten zur Steinenbronner Ortsgeschichte und war langjähriger Gemeinderat und stellvertretender Bürgermeister in Steinenbronn.